# Kanton Nîmes-2
Kanton Nîmes-2 (francouzsky Canton de Nîmes-2) je francouzský kanton v departementu Gard v regionu Languedoc-Roussillon. Tvoří ho část města Nîmes a zahrnuje městské čtvrti Ecusson (severní část), Vauban, La Croix-de-Fer, Route d'Uzès, Le Creux de l'Assemblée, Le Rendez-Vous, Ventabren, Courbessac, Mas de Mingue a La Gazelle.